# يورغن جول جنسن
يورغن جول جنسن (بالدنماركية: Jørgen Juul Jensen)‏ هو لاعب كرة قدم دنماركي في مركز الوسط، ولد في 17 نوفمبر 1965 في Rødovre ‏ في الدنمارك. لعب مع نادي نايستفيد.

## وصلات خارجية
- يورغن جول جنسن على موقع قاعدة بيانات كرة القدم.إي يو (الإنجليزية)
- يورغن جول جنسن على موقع ناشيونال فوتبول تيمز (الإنجليزية)